# 福岡市立能古中学校
福岡市立能古中学校（ふくおかしりつのこちゅうがっこう）は、福岡県福岡市西区能古にある市立の中学校。

## 沿革
- 1947年 - 福岡市立姪浜中学校能古分教場として能古小学校の一室を借りて開校
- 1952年8月1日 - 福岡市立能古中学校として独立
- 1965年 - 体育館、校舎竣工
- 1966年 - 現在地に移転
- 1968年 - 生徒数がピークに達する（107名）
- 1977年 - プール竣工

## 概要
能古島の南東部にあり、同島唯一の中学校で同島全域を校区とする。上記の「沿革」にあるように、1968年に生徒数はピークを迎えるが現在は減少の一途をたどり、2010年現在での生徒数は46名である。
現在、能古中学校・能古小学校は福岡市教育委員会より特認校の指定を受け、福岡市全域からの通学が認められている。1クラス15人程度という恵まれた環境と能古島の自然環境を併せ持って人気が非常に高く、抽選によって入学が認められている。

## 部活動
2010年7月時点
- バドミントン部（2005年、2010年に全国大会出場を果たす強豪）
- 音楽部

## 行事
- 入学式
- 歓迎遠足
- 貝掘り大会
- ハローの日
  - 老人クラブ常磐会との交流。11・1月と、年に2回行われる。
- 部活激例会
- 遠泳大会
  - 1991年から始まった。距離は姪浜から能古まで。
- 釣り大会
- 職場体験・福祉体験
- 渡船場清掃
- 自然教室
- 小中合同文化祭
- 生徒会役員改選
- 小中合同持久走駅伝大会
- 修学旅行
- 3年生を送る会
- 卒業式